# Античастинка
Античасти́нки — частинки з рівними, але протилежними за знаком електричним зарядом і магнітним моментом в порівнянні з відповідними елементарними частинками, наприклад, антипротон — протон, позитрон — електрон. Антиатоми і антиядра можна одержати з відповідних атомів та ядер заміною всіх елементарних частинок, що входять до їхнього складу, на античастинки. Речовина, що цілком складається з античастинок називається антиматерією.

## Історія відкриття
Першою була відкрита 1932 античастинка електрона — позитрон (Карл Девід Андерсон, США). 1955 в Берклі (США) Еміліо Сегре, К. Віганд, Т. Іпсілантіс та Оуен Чемберлен відкрили антипротон, використавши потоки протонів, прискорені до великих енергій синхрофазотроном. Згодом там спостерігали і антинейтрони, які одержували перезарядженням антипротонів.

## Анігіляція
Частинки взаємодіють з античастинками головним чином шляхом анігіляції, наприклад:
{\displaystyle e^{-}+e^{+}\to 2\gamma }
{\displaystyle p^{+}+p^{-}\to 2\gamma },
де {\displaystyle e^{-}} і {\displaystyle e^{+}} — електрон і позитрон, {\displaystyle p^{+}} і {\displaystyle p^{-}} — протон і антипротон, {\displaystyle \gamma } — фотони.
За законом збереження енергії і співвідношенням {\displaystyle E=mc^{2}\,}, сумарна енергія фотонів, які утворюються при анігіляції дорівнює {\displaystyle W_{k}+2mc^{2}\,}, де {\displaystyle W_{k}} — повна кінетична енергія частинки і античастинки разом, m — маса спокою частинки чи античастинки. Античастинка утворюється разом з відповідною частинкою в реакціях зіткнення швидких частинок, кінетична енергія яких повинна перевищувати 
{\displaystyle 2mc^{2}}.

## Теоретичні основи
Існування позитрона випливає з рівняння Дірака (див. квантова механіка). Особливістю рівняння Дірака є наявність серед його розв'язків таких функцій, що описують частинки з від'ємною повною енергією. Для усунення цього висновку, який не має фізичного змісту, застосовують спеціальну операцію, яка полягає в перетворенні функцій, що описують частинки з негативною повною енергією і негативним електричним зарядом на функції, що описують частинки з позитивною повною енергією і позитивним електричним зарядом, тобто позитрони.

### Зарядове спряження
Спостережувана симетрія між частинками і античастинками теоретично відображається в тому, що відповідні рівняння не змінюють своєї форми при застосуванні до них операції так званого зарядового спряження, тобто заміни всіх частинок на античастинки і одночасного обернення знака електромагнітного поля. За сучасними уявленнями всі відомі елементарні частинки (нейтрони, мезони, нуклони, гіперони) мають античастинки, причому, що саме назвати частинкою, а що — античастинкою, — є питанням визначення. Наприклад, розглядаючи пару частинок 
{\displaystyle \pi ^{\pm }}—мезони, можна назвати {\displaystyle \pi ^{+}} частинкою, а {\displaystyle \pi ^{-}} античастинкою, або ж навпаки. Частинка, тотожна своїй античастинці (частинка, що не має заряду і магнітого моменту), називається істинно нейтральною (π°-мезон, фотон). Проте система, що не має ні заряду, ні магнітного моменту, може й не бути істинно нейтральною. Наприклад, атом водню з нульовим магнітним моментом не тотожний своєму антиатому, тобто антипротону з позитроном на орбіті. Оскільки при операції зарядового спряження істинно нейтральна частинка переходить сама в себе, її хвильова функція повинна множитися на +1 або на -1. У зв'язку з цим запроваджують поняття зарядової парності: частинку, хвильова функція якої при зарядовому спряженні множиться на +1, називається зарядово парною, в протилежному випадку — зарядово непарною. Хвильова функція фотона лінійно виражається через компоненти електромагнітного поля та при операції зарядового спряження змінює знак, тобто фотон — частинка зарядово непарна. Якщо припустити, що в реакціях з елементарними частинками зарядова парність зберігається, то π°-мезон слід вважати частинкою зарядово парною, оскільки він розпадається на два фотони. Закон збереження зарядової парності підтверджується розпадом позитронія. Перебуваючи в першому збудженому стані системою зарядово непарною, позитроній згідно з теорією може розпадатись мінімум на три фотони, що й спостерігається в експериментах.